# Matías Botbol
Matías Botbol (Buenos Aires, 2 de septiembre de 1978) es un empresario argentino que fue el CEO del sitio Web 2.0 Taringa! (cerrado en marzo de 2024), la cuarta red social más visitada de América Latina, con alta influencia en Argentina y Uruguay, además de otros países de habla hispana.

## Biografía
Hijo de padres médicos, asistió al colegio secundario Instituto Almirante Brown en Haedo, Argentina y más tarde se graduó como diseñador gráfico en la Fundación Gutenberg en Buenos Aires, Argentina.

## Fundación de Taringa!
Sus comienzos en actividades empresariales se remontan a 2003, cuando fue cofundador de su primera compañía, WIROOS Internet Hosting, junto a su hermano Hernán Botbol y un asociado, Alberto Nakayama. En este ámbito, los hermanos Botbol conocerían a Fernando Sanz (alias Cypher), un estudiante de secundaria que había creado Taringa! a principios de 2004. Posteriormente, la compañía de hosting WIROOS comenzaría a patrocinar el sitio web, y así comenzaría una frecuente relación entre Matías Botbol y Fernando Sanz. La página, inspirada en el sitio web estadounidense teoti.com, funcionaba como una plataforma de habla hispana donde se publicaban todo tipo de contenidos. Siendo este uno de sus puntos más atractivos, el número de usuarios comenzó a aumentar rápidamente y Sanz no pudo hacer frente a la creciente necesidad de recursos que esto implicaba. Así, a finales de 2006 Cypher decidió vender por 5000 dólares el 90% de los derechos de taringa.net a WIROOS, quedándose con el 10% restante. La página sería relanzada en 2007, y desde entonces atravesaría un proceso de diversas modificaciones en los años subsiguientes, siendo una de las más significativas la prohibición de postear enlaces a sitios de descarga directa, hecho que tuvo lugar luego de que la Cámara Argentina del Libro presentara una demanda contra Taringa! por facilitar contenido con derechos de autor. Así, la plataforma pasó a funcionar exclusivamente como red social.
En octubre de 2011, momento en el que Taringa! contaba con 70 millones de visitas únicas por mes. Taringa! se convirtió en la más exitosa página web de habla hispana, incluso antes que la aparición de redes sociales como Facebook y Twitter, se ha posicionado como una de las páginas web en español más visitadas del mundo, con una base de más de 105 millones de usuarios únicos por mes y presencia en dieciocho países de América Latina, España y los Estados Unidos.
Según comScore, Taringa! es la cuarta plataforma de medios sociales más popular en América Latina, por detrás de Facebook.

## Libertad de expresión en Internet
En el año 2012, los socios de Taringa! se opusieron fuertemente a la polémica Ley Sinde en España, un intento contra la piratería que pretendía restringir el acceso a diversas webs con la colaboración necesaria de los proveedores de servicio de Internet, la cual ponía en jaque la libertad de expresión en Internet.
En mayo de 2015 la justicia Argentina respaldó a los hermanos Botbol sobre una demanda hecha por María Kodama, la viuda de Jorge Luis Borges, por violación de derechos de propiedad intelectual, la cual dio por terminados los ataques hacia la libertad de expresión por parte de los usuarios en la plataforma Taringa!.
En diciembre de 2018 los hermanos Matias Botbol y Alberto Nakayama fueron absueltos en el juicio en el que se los acusaba de haber sido "partícipes necesarios" del delito de violar la ley de propiedad intelectual. El fallo que los declaró inocentes pone el foco en reconocer las tensiones entre, por un lado, los derechos de autor y de propiedad intelectual y, por otro, el derecho al acceso a la cultura. La decisión del tribunal también circunscribió la cuestión en torno a los debates sobre la libertad de expresión y a la obsolescencia de la Ley de Propiedad Intelectual, dictada con anterioridad a la popularización de Internet.

## Premios y reconocimientos
En 2010, Matías Botbol, Hernán Botbol y Alberto Nakayama, fundadores de Taringa!, fueron galardonados con el Premio Creativo Argentino. Este premio del Círculo de Creativos Argentinos distingue la labor creativa de profesionales en diversos campos. Taringa! recibió el premio no solo por ser uno de los sitios de América Latina más visitados en el mundo, sino también por su comunidad de usuarios únicos con sus propias reglas, protocolos e identidad única.
En 2012, Taringa! recibió el premio "Website del año" en la categoría "Comunidades y Redes Sociales", resultando ganadora tanto en "Mejor Website" como en "Website Más Popular". La compañía europea de investigación en línea MetrixLab ha estado organizando este premio desde hace 10 años y Taringa! fue la única empresa latinoamericana nominada. A pesar de que se enfrentó a la competencia de sitios web como Facebook, Twitter e Instagram en la categoría comunidades y redes sociales, Taringa! fue elegida por los usuarios para convertirse en ganadora.

## Conferencias
Botbol ha obtenido reconocimientos dentro de la industria de Internet y medios digitales de habla hispana. Ha participado como ponente en varias de las principales conferencias de la industria, incluyendo Red Innova (Madrid, junio de 2012), Show Me the Money (2016), fue orador al cierre del Social Media Day Montevideo (junio de 2013), orador en IAB Argentina (agosto de 2013), orador en IAB Uruguay, participó en la primera edición del Foro de Cultura Digital organizado por el Ministerio de Cultura de La Nación (septiembre de 2013), participó del ciclo Conversando con los líderes de Internet organizado por la CACE (Cámara Argentina de Comercio Electrónico) en septiembre de 2013,